# Víctor García Marín
Víctor García Marín (Requena, 31 maggio 1994) è un calciatore spagnolo, difensore del Malaga.

## Carriera
Nato a Requena, nel 2012 ha fatto parte della rosa del Cornellà, formazione militante in Tercera División. Nel mese di luglio viene acquistato dall'Espanyol, che lo aggrega al proprio settore giovanile.
Nell'estate del 2013, si trasferisce al Prat in Segunda División B. Con quest'ultima squadra, totalizza 19 presenze in campionato. Il 2 luglio 2014 si accasa al Tenerife, dove viene aggregato alla squadra riserve.
Il 14 dicembre 2014 ha esordito in prima squadra, subentrando nel secondo tempo nell'incontro pareggiato per 0-0 contro l'Alcorcón. Il 10 gennaio 2015 viene schierato per la prima volta come titolare, realizzando anche un assist che ha portato al gol di Diego Ifrán nella sconfitta per 3-1 contro il Real Betis.
Il 22 febbraio 2015, ha realizzato la sua prima rete nella seconda divisione, nella vittoria in casa per 2-0 contro il Real Valladolid. Il 23 luglio successivo, viene ceduto in prestito al Pobla Mafumet in terza divisione.
Il 17 luglio 2016, risolve il contratto che lo legava al Tenerife, nello stesso giorno firma con il Badalona. Negli anni successivi ha militato in altri club della terza divisione iberica, come UCAM Murcia, Ebro e Castellón.
Il 18 giugno 2021 viene acquistato dai polacchi dello Śląsk Breslavia, con cui firma un contratto triennale. Fa il suo esordio l'8 luglio successivo, giocando l'incontro d'andata dei turni preliminari di Europa Conference League vinto per 1-2 sul campo degli estoni del Paide. Sette giorni dopo, realizza la sua prima rete in una competizione europea, siglando il gol del definitivo 2-0 contro il Paide nella partita di ritorno. Mentre l'esordio in campionato arriva il 25 luglio, nell'incontro pareggiato per 0-0 contro il Warta Poznań. L'11 settembre arriva anche la prima rete in campionato, realizzando il gol della vittoria contro il Legia Varsavia.

## Statistiche

### Presenze e reti nei club
Statistiche aggiornate al 28 gennaio 2023.
| Stagione        | Squadra         | Campionato      | Campionato | Campionato | Coppe nazionali | Coppe nazionali | Coppe nazionali | Coppe continentali | Coppe continentali | Coppe continentali | Altre coppe | Altre coppe | Altre coppe | Totale | Totale |
| Stagione        | Squadra         | Comp            | Pres       | Reti       | Comp            | Pres            | Reti            | Comp               | Pres               | Reti               | Comp        | Pres        | Reti        | Pres   | Reti   |
| --------------- | --------------- | --------------- | ---------- | ---------- | --------------- | --------------- | --------------- | ------------------ | ------------------ | ------------------ | ----------- | ----------- | ----------- | ------ | ------ |
| 2013-2014       | Prat            | SDB             | 19         | 1          |                 | -               | -               |                    | -                  | -                  |             | -           | -           | 19     | 1      |
| 2014-2015       | Tenerife        | SD              | 9          | 1          | CR              | 0               | 0               |                    | -                  | -                  |             | -           | -           | 9      | 1      |
| 2015-2016       | Pobla Mafumet   | SDB             | 30         | 0          |                 | -               | -               |                    | -                  | -                  |             | -           | -           | 30     | 0      |
| 2016-2017       | Badalona        | SDB             | 33         | 2          |                 | -               | -               |                    | -                  | -                  |             | -           | -           | 33     | 2      |
| 2017-2018       | UCAM Murcia     | SDB             | 26         | 0          | CR              | 1               | 0               |                    | -                  | -                  |             | -           | -           | 27     | 0      |
| 2018-2019       | Ebro            | SDB             | 29         | 2          | CR              | 5               | 0               |                    | -                  | -                  |             | -           | -           | 34     | 2      |
| 2019-2020       | Castellón       | SDB             | 25+3       | 1+0        | CR              | 0               | 0               |                    | -                  | -                  |             | -           | -           | 28     | 1      |
| 2020-2021       | Castellón       | SD              | 25         | 0          | CR              | 2               | 0               |                    | -                  | -                  |             | -           | -           | 27     | 0      |
| 2021-2022       | Śląsk Breslavia | EK              | 24         | 1          | CP              | 1               | 0               | UECL               | 6                  | 1                  |             | -           | -           | 31     | 2      |
| 2022-2023       | Śląsk Breslavia | EK              | 18         | 0          | CP              | 3               | 0               |                    | -                  | -                  |             | -           | -           | 21     | 0      |
| Totale carriera | Totale carriera | Totale carriera | 241        | 8          |                 | 12              | 0               |                    | 6                  | 1                  |             | -           | -           | 259    | 9      |